# Alexander Kipnis
Alexander Kipnis (Žytomyr, 1º febbraio 1891 – Westport, 14 maggio 1978) è stato un basso russo naturalizzato statunitense.

## Biografia
Nato nel Governatorato della Volinia dell'Impero russo (oggi Ucraina), fin da bambino partecipa agli spettacoli della comunità ebraica e all'età di 19 anni entra al conservatorio di Varsavia, per poi studiare a Berlino con il rinomato maestro Ernst Grenzebach (insegnante anche di Lauritz Melchior e Max Lorenz).
Nella capitale tedesca lo coglie lo scoppio della prima guerra mondiale e viene internato in un campo di lavoro. Qui le sue qualità vocali vengono notate da un ufficiale, tramite il quale ottiene di debuttare nel 1915 ad Amburgo cantando come solista i tre pezzi della scena della festa ne Il pipistrello. Nel 1917 si sposta a Wiesbaden, dove canterà regolarmente fino al 22 in oltre 300 rappresentazioni, per poi passare stabilmente all'opera di Berlino fino all'avvento del nazismo nel 1935.
Nel 1923 inizia la carriera internazionale approdando negli Stati Uniti, dove appare regolarmente all'Opera di Chicago fino al 1932. Continua contemporaneamente ad esibirsi in Europa, con presenze al Festival di Bayreuth, alla Royal Opera House di Londra e alla Staatsoper di Vienna, oltre che a Buenos Aires.
Dopo l'annessione nazista dell'Austria, nel 1938 si trasferisce definitivamente negli Stati Uniti, apparendo nei maggiori teatri  compreso il Metropolitan di New York, dove debutta nel 1940 e dove canta prevalentemente in opere di Wagner.
Si ritira dalle scene operistiche nel 1946 e si esibisce per l'ultima volta in concerto nel 1951.
Considerato uno dei maggiori bassi fra gli anni venti e trenta, ebbe un repertorio esteso che andava dall'opera italiana (in particolare verdiana) e francese, ai maggiori titoli wagnerani e mozartiani e al ruolo di Boris. Fu anche un notevole liderista nel repertorio classico tedesco, oltre che interprete della canzone popolare russa.

## Discografia
- Missa Solemnis (dal vivo 1940) - Jussi Björling/Bruna Castagna/Zinka Milanov/Alexander Kipnis/NBC Symphony Orchestra/Westminster Choir/Arturo Toscanini - Music and Arts/Fono/IDIS
- Tristano e Isotta (dal vivo 1941 Metropolitan Opera) - Kirsten Flagstad/Lauritz Melchior/Kerstin Thorborg/Julius Huehn/Alexander Kipnis/Karl Laufkötter/John Gurney/Erich Leinsdorf - Archipel
- Boris Godunov (dal vivo 1943 Metropolitan Opera) - Alexander Kipnis/Renè Maison/Nicola Moscona, Norman Cordon/Kerstin Thorborg/George Szell - Walhall/Music and Arts (selez.)
- Kipnis Sings Brahms & Wolf - Preiser
- Kipnis In Russian Arias And Songs - Preiser